# Germanische Trias
Die Germanische Trias ist  eine aus den lithostratigraphischen  Einheiten Buntsandstein, Muschelkalk und Keuper bestehende geologische Supergruppe des älteren Mesozoikums von Mitteleuropa nördlich der Alpen. Die Aufeinanderfolge ihrer Schichten wurde – nicht zuletzt wegen ihrer oft charakteristischen Färbung – schon relativ früh erforscht.
Früher wurden die einzelnen Unterteilungen der Germanischen Trias auch als Zeitbegriffe behandelt, teils sogar mit der Unter-, Mittel- und Obertrias gleichgesetzt. Dies ist jedoch aufgrund neuerer Forschungen nicht haltbar, da der Beginn bzw. das Ende der einzelnen lithostratigraphischen Einheiten regional zum Teil recht unterschiedlich sind und nicht mit den Grenzen der Serien der Trias übereinstimmen. Die lithostratigraphische Gruppe der Germanischen Trias ist auf den mitteleuropäischen Raum nördlich der Alpen, das sogenannte Germanische Becken, beschränkt. In den Alpen (und südlich davon) ist die Trias-Abfolge aufgrund anderer Ablagerungsbedingungen spätestens in der höheren Trias deutlich anders ausgebildet und wird u. a. als Alpine Trias von der Germanischen Trias abgegrenzt.

## Geschichte
Das System der Trias wurde 1834 durch Friedrich von Alberti begründet. Er orientierte sich dabei an der typischen Dreigliederung der Ablagerungen (Buntsandstein, Muschelkalk und Keuper) in Mittel- und Süddeutschland. Es ist das einzige erdgeschichtliche System, das in Deutschland aufgestellt wurde. Die Bezeichnungen Buntsandstein, Muschelkalk und Keuper reichen teilweise in das 18. Jahrhundert zurück. Lange Zeit wurden sie als Zeitbegriffe aufgefasst. Neuere Forschungen haben aber ergeben, dass sie je nach Region unterschiedlichen Alters sind. An den Randbereichen kann beispielsweise der Muschelkalk fast völlig ausfallen. Lokal ist der Buntsandstein nur geringmächtig ausgebildet. Sehr unterschiedlich ist auch der Keuper in Mitteleuropa entwickelt. In neuerer Zeit ist man nun dazu übergegangen, Buntsandstein, Muschelkalk und Keuper als ausschließlich lithostratigraphische Einheiten im hierarchisch-lithostratigraphischen Rang einer Gruppe zu definieren. Alle drei Einheiten werden in einer lithostratigraphischen Supergruppe Germanische Trias zusammengefasst.

## Definition

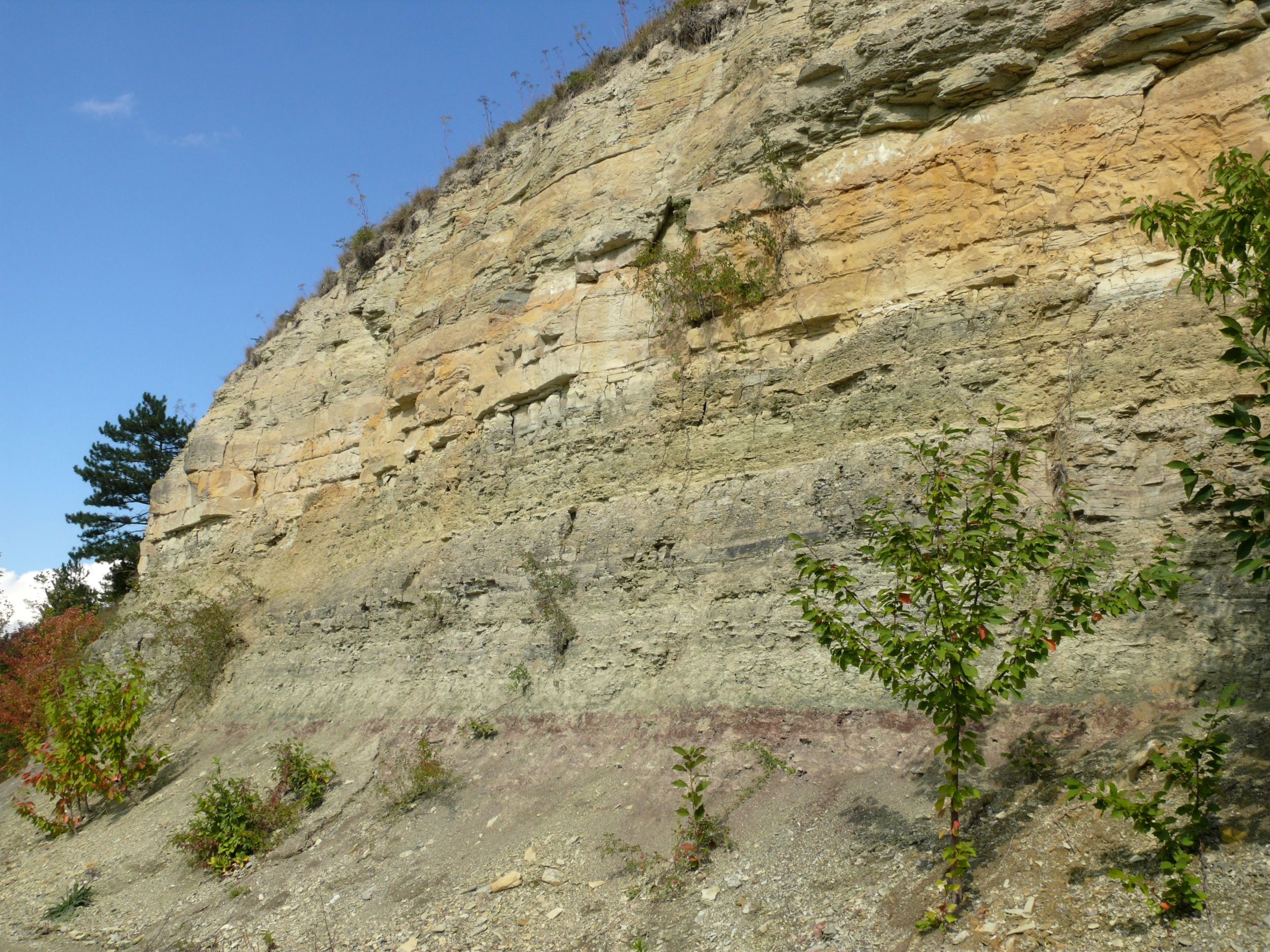
Übergang des Buntsandsteins zum Muschelkalk, welcher mit dem auffallend gelben Grenzgelbkalk beginnt; Aufschluss am Kallmuth bei Homburg am Main

Die Supergruppe Germanische Trias ist im Mittel rund 800 m mächtig. Die Mächtigkeiten schwanken jedoch regional sehr stark. Regional kann zum Beispiel der Buntsandstein in Niedersachsen allein bis 1400 m mächtig sein. Sie ist aus den drei lithostratigraphischen Gruppen Buntsandstein, Muschelkalk und Keuper aufgebaut. Nur der Muschelkalk stellt eine überwiegend marine Bildung dar, Buntsandstein und Keuper sind überwiegend festländisch geprägt. Die Untergrenze (und damit die Grenze Zechstein/Buntsandstein) wird im Beckenzentrum mit dem Einsetzen der Calvörde-Folge festgelegt. Im Spessart und Odenwald ist die Untergrenze des Buntsandsteins die Untergrenze des Heigenbrücken-Sandsteins. Im Schwarzwald wird die Grenze an die Basis des sog. Eck’schen Konglomerates gelegt. Die Typregion der Germanischen Trias ist Mitteleuropa, wo die Einheit am vollständigsten ausgebildet ist. Es ist das Zentrum des Germanischen Beckens, das in der Trias weite Teile Mittel- und Westeuropas bis zur Nord- und Ostsee umfasste.
Nach neueren biostratigraphischen Untersuchungen ist die Untergrenze der Buntsandstein-Gruppe und damit der Germanischen Trias als Supergruppe im höchsten Teil des Changhsingium anzusiedeln, der höchsten chronostratigraphischen Stufe des Perm. Die Germanische Trias wird vom Jura überlagert, allerdings ist dazwischen eine Schichtlücke ausgebildet. Nach biostratigraphischen Daten liegt die Obergrenze des Keupers und damit auch der Germanischen Trias als Supergruppe in der chronostratigraphischen Rhaetium-Stufe, aber noch deutlich vor der chronostratigraphischen Trias/Jura-Grenze. Vor allem im Keuper sind auch zwischen den einzelnen Formationen größere Schichtlücken, d. h., dass größere Abschnitte der Obertrias nicht durch Sedimente dokumentiert sind. Nach der derzeitigen Korrelation von Chronostratigraphie und Geochronologie reicht die Germanische Trias damit von etwa 252 bis etwa 200,5 Millionen Jahre. Die Grenzen der lithostratigraphischen Einheit Germanische Trias differieren nicht sehr stark von den chronostratigraphischen Grenzen der Trias, sind jedoch gegenüber den internationalen chronostratigraphischen Grenzen leicht in der Zeit zurück verschoben.

## Untergliederung
Die bekannte Dreiteilung der Germanischen Trias, von der auch der Name abgeleitet ist, wurde bereits angesprochen. Entsprechend wird die lithostratigraphische Einheit Germanische Trias als Supergruppe in drei lithostratigraphische Gruppen unterteilt:
- Keuper (weiter unterteilt in Unter-, Mittel- und Oberkeuper; diese Einheiten werden als Untergruppen aufgefasst)
- Muschelkalk (weiter unterteilt in Unterer, Mittlerer und Oberer Muschelkalk: werden als Untergruppen in der Hierarchie der lithostrafischen Einheiten aufgefasst)
- Buntsandstein (weiter unterteilt in Unterer, Mittlerer und Oberer Buntsandstein: werden als Untergruppen in der Hierarchie der lithostrafischen Einheiten aufgefasst)

Die Gruppen der Germanischen Trias lassen sich nur sehr schwierig in die internationalen chronostratigraphischen Stufen einhängen. Dies ist in dem fast völligen Fehlen von Fossilien, die für die biostratigraphische Datierung benutzt werden können, begründet. Die Ammoniten haben beispielsweise im Muschelkalk eine eigene Entwicklung durchlaufen. Heute würde man sagen, sie waren endemisch im Germanischen Becken. Die Zechstein/Buntsandstein-Grenze liegt in den zentralen Beckenteilen bereits im Oberchanghsingium. Die Buntsandstein/Muschelkalk-Grenze wird derzeit in das Unteranis datiert, die Muschelkalk/Keuper-Grenze etwa in das Mittelladin. Der Keuper reicht vom Mittelladin bis zum Rhaetium und repräsentiert damit den weitaus längsten Teil der drei Gruppen der Germanischen Trias.

## Die Alpin-mediterrane Trias
Der Germanischen Trias gegenüber steht die alpine Trias bzw. allgemeiner die alpin-mediterrane Trias. Sie wird auch „pelagische Trias“ genannt und wurde in den Randbereichen des Tethys-Ozeans abgelagert. Sie ist in der Regel wesentlich mächtiger und überwiegend marin. Es gibt flachmeerische Riffkomplexe neben geschichteten Ablagerungen von Tonen, Kalken und Mergeln, die in tieferem Wasser entstanden sind. Die Namen der chronostratigraphischen Stufen der Trias wurden überwiegend in den Alpen geprägt, lediglich die Namen der Stufen der Untertrias wurden in anderen Gebieten aufgestellt: Indus, Olenek, Anis, Ladin, Karn, Nor und Rät.